# قولة سوير
قولة سوير هي قرية في مقاطعة سردشت، إيران. يقدر عدد سكانها بـ 16 نسمة بحسب إحصاء 2016.